# Йоко Оно
Йоко Оно Леннон, відоміша як Йоко Оно (яп. 小野 洋子, зазвичай яп. オノ・ヨーコ, англ. Yoko Ono, нар. 18 лютого 1933, Токіо, Японія) — японсько-американська авангардна художниця, музикантка, перформерка, кінорежисерка, а також феміністка й пацифістка.  
Оно долучилася до мистецької сцени Нью-Йорку на початку шістдесятих, зокрема руху флуксус. Стала добре відомою, коли одружилася з Джоном Ленноном (The Beatles), з яким створила гурт Plastic Ono Band та проводила антивоєнні протести в ліжку. Вона залишалася одруженою з Ленноном до його вбивства, вони мають одного сина Шона. Випустила різноманітні музичні альбоми, найпопулярніший з яких, спільно з Джоном, — Double Fantasy. 
Як вдова Леннона, Оно працює над збереженням його доробку. Вона профінансувала меморіал Суничні поля, башту «Уяви мир» та його музей у Сайтамі. Також зробила інші філантропічні внески, зокрема в допомогу при стихійних лихах. 

## Життєпис
Народилась у 1933 році в Токіо в заможній родині банкіра (у домі бувало до 30 слуг). Батько працював у Сан-Франциско, тому Йоко з матір'ю часто приїжджали до США, в різні часи переїжджали й поверталися. Йоко була в Токіо під час війни, зокрема пережила Бомбардування Токіо 10 березня 1945 року. У 1953 році переїхали до Америки, батько був призначений президентом Токійського банку в Нью-Йорку.  
Відвідувала Коледж Сари Лоренс (у якому також вчилася Лінда Маккартні). 
Мала короткий шлюб з японським музикантом, працювала з авангардною групою флуксус. ЇЇ засновник Джордж Мачюнас любив та просував її роботи. Оно мала першу особисту виставку та перший експериментальний концерт в 1961 році. Познайомилася з Джоном Кейджем. 

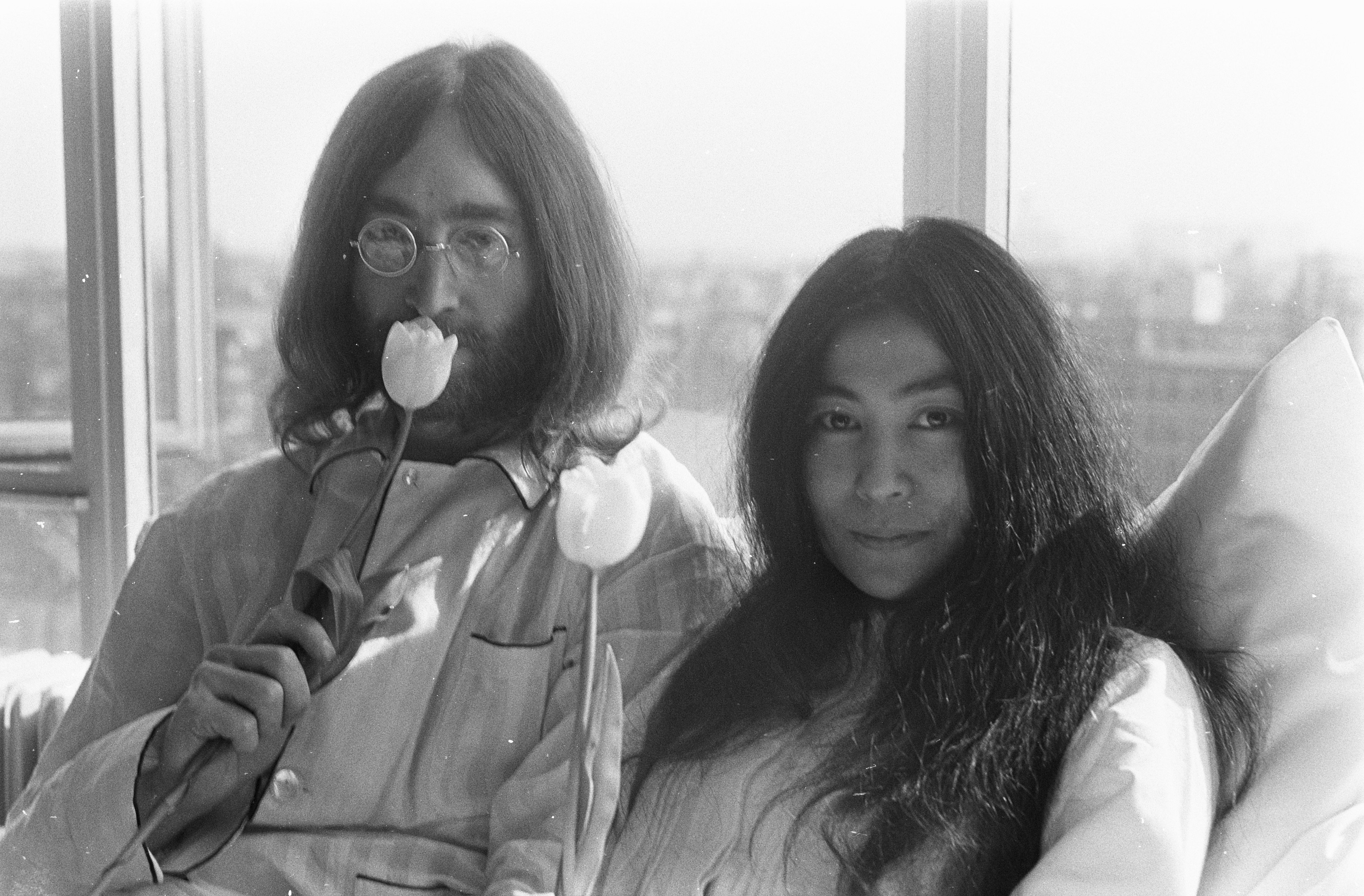
Йоко і Джон у ліжку за мир, 1969

У 1962 році одружилася з американським режисером Тоні Коксом, з яким познайомилась на своїй виставці, народила доньку Кіоко. Шлюб швидко розпався, але вони були разом заради спільної кар'єри. Пара приїхала до Лондона в 1966 році, де Йоко зустрілася з Джоном Ленноном. За описом Гантера Дейвіса, Леннон надкусив яблуко, що було частиною реквізиту виставки Йоко. Леннону сподобалися її роботи, особливо Ceiling Painting/Yes Painting. Пізніше мисткиня надіслала музиканту одну зі своїх книжок, а він спонсорував її виставку, вони почалися листуватися. За рік, у лютому 1967 році, Йоко з чоловіком знов приїхала до Лондона для зйомок фільму «Сідниці», про що Дейвіс, у той час колумніст у «Sunday Times», написав статтю «О ні, Оно» (англ. Oh no, Ono). Стосунки з Ленноном розвивались, в травні 1968 року вони провели ніч записуючи авангардну музику, яка стала Unfinished Music No. 1: Two Virgins та покохалися. Незабаром Леннон розлучився з дружиною Синтією та поселився з Оно. За кілька тижнів після цього Оно завагітніла, але пережила викидень. Йоко та Джон взяли участь у The Rolling Stones Rock and Roll Circus.
Йоко доклалася до пісень з альбому The Beatles: додатковий вокал на Birthday і The Continuing Story of Bungalow Bill, робота над Revolution 9.
20 березня 1969 року Джон і Йоко скромно одружилися в Гібралтарі, в компенсацію запросивши широку публіку «відвідати їх у ліжку» в готелі Hilton в Амстердамі 25-31 березня. Публіку, що очікувала сексуальних сенсацій, зустріли з посланням миру із ліжка. Меседж акції (за Ленноном): «Йоко і я охоче станемо всесвітніми клоунами, якщо це принесе якесь добро.» Пізніше пара створила Plastic Ono Band. У 1973 році пара брала перерву в стосунках, під час якої Леннон був з Мей Панг.
Син Джона і Йоко Шон народився 9 жовтня 1975 року. Обоє батьків призупинили музичні кар'єри, особливо Джон.
Увечері 8 грудня 1980 року Марк Девід Чапман вбив Джона Леннона, коли він і Йоко йшли зі студії.
Має громадянство США і живе в Нью-Йорку. Має двох дітей — Кіоко й Шона.

В 1998 році допомогла українцям, перерахувавши 70000 швейцарських франків для порятунку жителів Закарпатської області України, які постраждали від повені.

## Дискографія
| Сольні альбоми - Yoko Ono/Plastic Ono Band (1970) - Fly (1971) - Approximately Infinite Universe (1973) - Feeling the Space (1973) - Season of Glass (1981) - It's Alright (I See Rainbows) (1982) - Starpeace (1985) - Rising (1995) - A Story (1997) - Blueprint for a Sunrise (2001) - Between My Head and the Sky (2009) - Yokokimthurston (2012) - Take Me to the Land of Hell (2013) - Warzone (2018) | З Джоном Ленноном - Unfinished Music No. 1: Two Virgins (1968) - Unfinished Music No. 2: Life with the Lions (1969) - Wedding Album (1969) - Live Peace in Toronto 1969 (1969) - Some Time in New York City (1972) - Double Fantasy (1980) - Heart Play: Unfinished Dialogue (1983) - Milk and Honey (1984) |

### Співпраця з Ленноном
З 1968 року Оно розпочинає інтенсивну творчу співпрацю з Ленноном — ряд артистичних перформансів, спільних зйомок, створення музики, картин, різних подій та публічних акцій. За рік у підсумку вийшов фільм і диск під назвою «Двоє незайманих» (англ. Two Virgins), на обкладинці якого пара знята оголеною.
Обоє увійшли у суміжні поля одне одного: з допомогою Леннона Оно стала самостійною продюсеркою і професійно записувала музику, а він міг висловити свої більш авангардні й дивні артистичні пориви. 
Перше спільне публічне дійство з публічним закликом до миру проведене на національній скульптурній виставці, що традиційно відбувалась у Ковентрі в стінах зруйнованого собору. Перформанс полягав у посадці Оно і Ленноном двох жолудів, які б символізували Схід (Оно) і Захід (Леннон). Прорісши разом, жолуді уособили б мир між усіма народами землі. Попри несхвалення представником собору Ковентрі акції «гріховної» пари, жолуді були посаджені, і на додаток встановлена кована лавка, виготовлення якої коштувало 4,500 фунтів (після вистави її вкрали). Оскільки парох собору не бажав такого перформансу на освяченій землі, лавку та жолуді представили на галявині перед новим собором. Там також встановлена табличка з короткою посвятою Джонові від Йоко та Йоко від Джона і датою. Пізніше Оно з чоловіком розіслали жолуді з супровідними листами до багатьох світових лідерів.
Оно була присутня під час запису «Білого альбому» «The Beatles». Стала однією з вокалісток композиції The Continuing Story of Bungalow Bill. Взяла участь в записі таких треків як «Revolution 9», «Birthday».

## Фільмографія
- У 2010 році вийшов біографічний фільм «Леннон як він є», у якому роль Йоко Оно виконала Наоко Морі.
- Історія кохання з Джоном відображена у фільмі John and Yoko: A Love Story[en].
- Йоко є в The Beatles: Get Back.